# Élections législatives russes de 1906
Les élections législatives russes ont eu lieu du 26 mars au 20 avril 1906, étalées sur une durée de trois semaines. Elles ont pour but d'élire les 448 députés de la Douma d'État de l’Empire russe. La première législature est appelée Première Douma.

## Résultats
| Partis et coalitions | Partis et coalitions                     | Sièges            |
| -------------------- | ---------------------------------------- | ----------------- |
|                      | Parti constitutionnel démocratique       | 179               |
|                      | Parti du travail                         | 97                |
|                      | Parti ouvrier social-démocrate de Russie | 18                |
|                      | Octobristes                              | 16                |
|                      | Minorités nationales                     | 63                |
|                      | Indépendants                             | 105 (dont 34 SRs) |
|                      | Total :                                  | 478               |

## Photographies de députés de la Première Douma

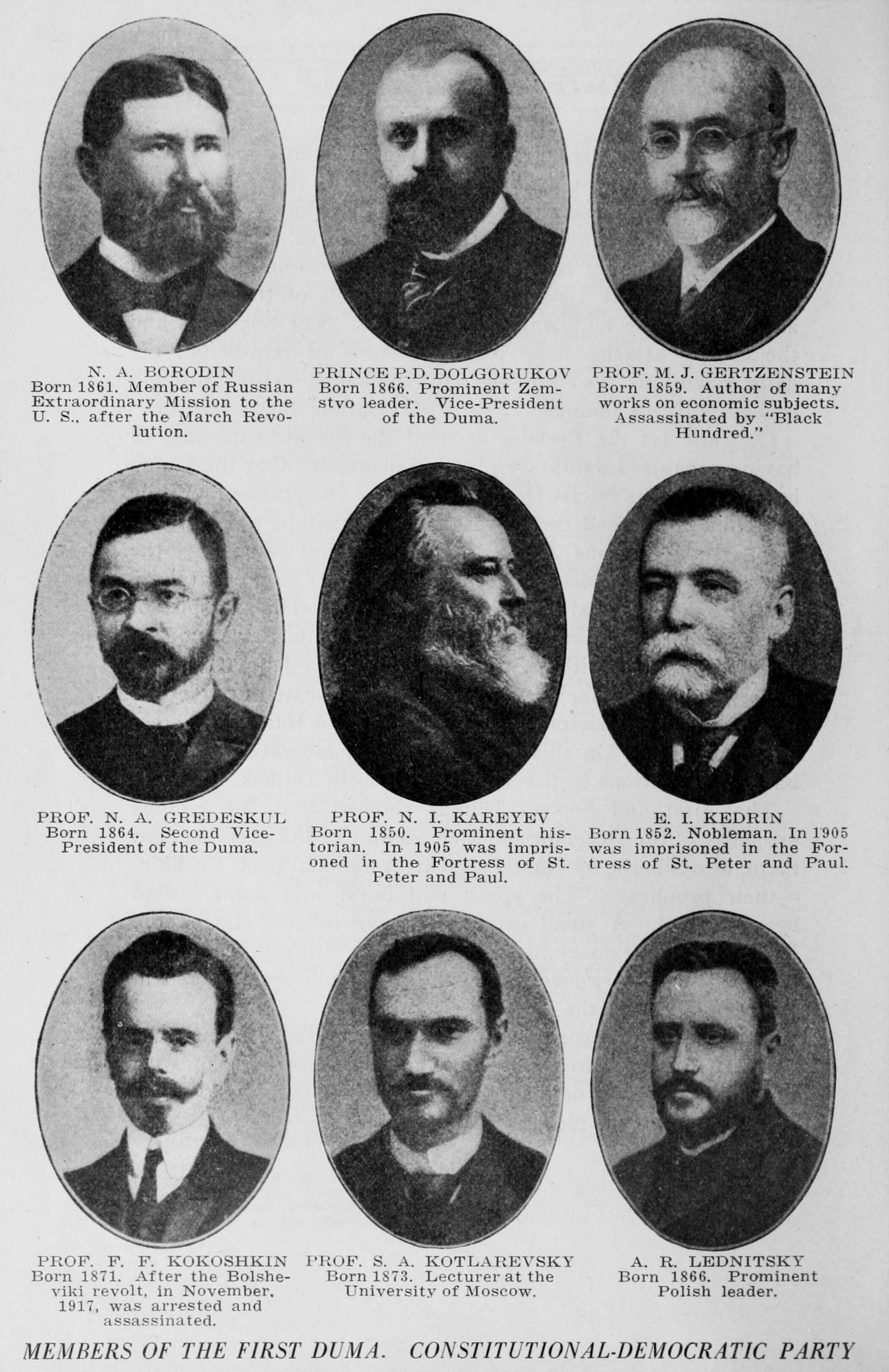
Démocrates-constitutionnels.
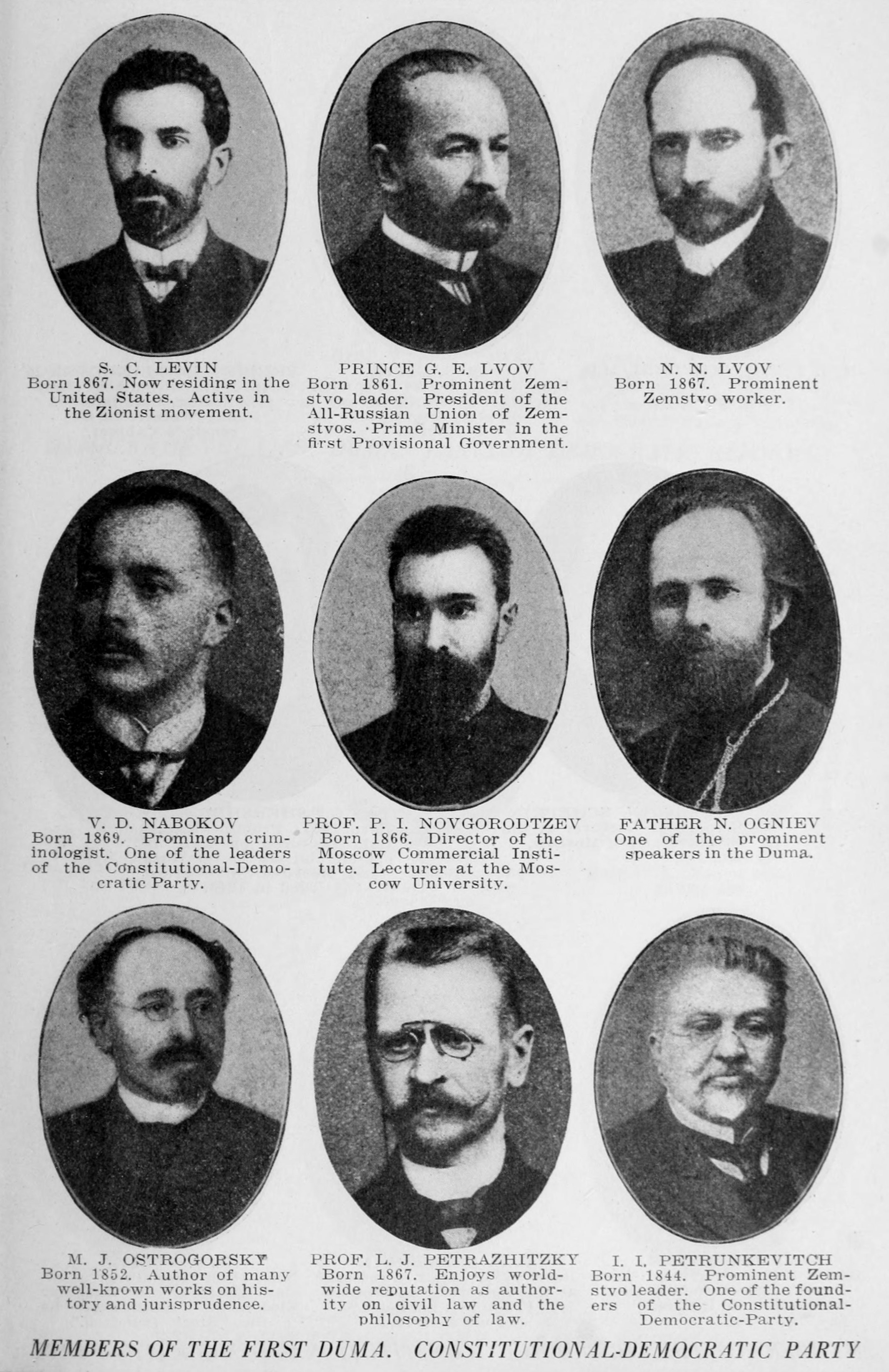
Démocrates-constitutionnels.
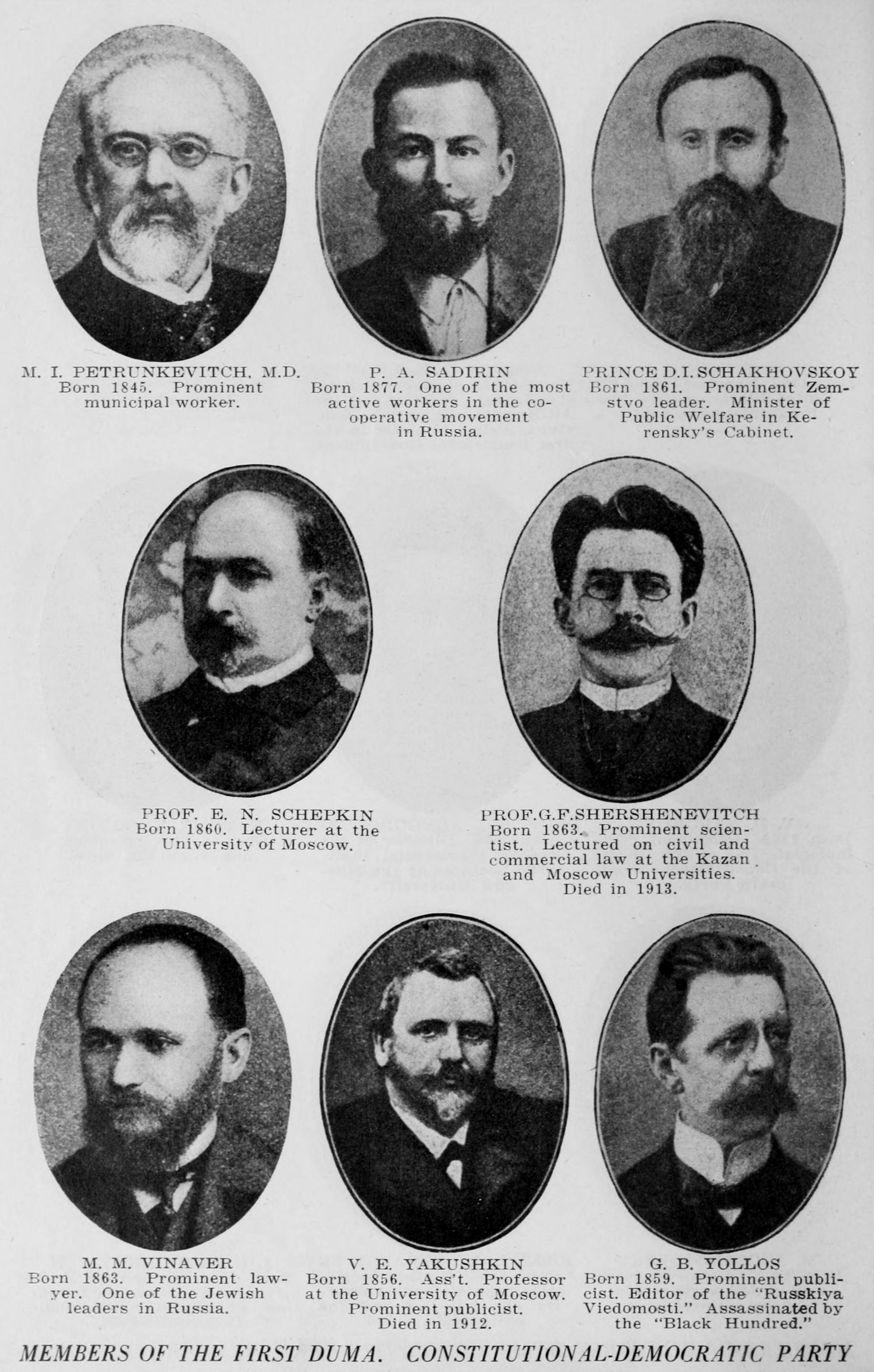
Démocrates-constitutionnels.
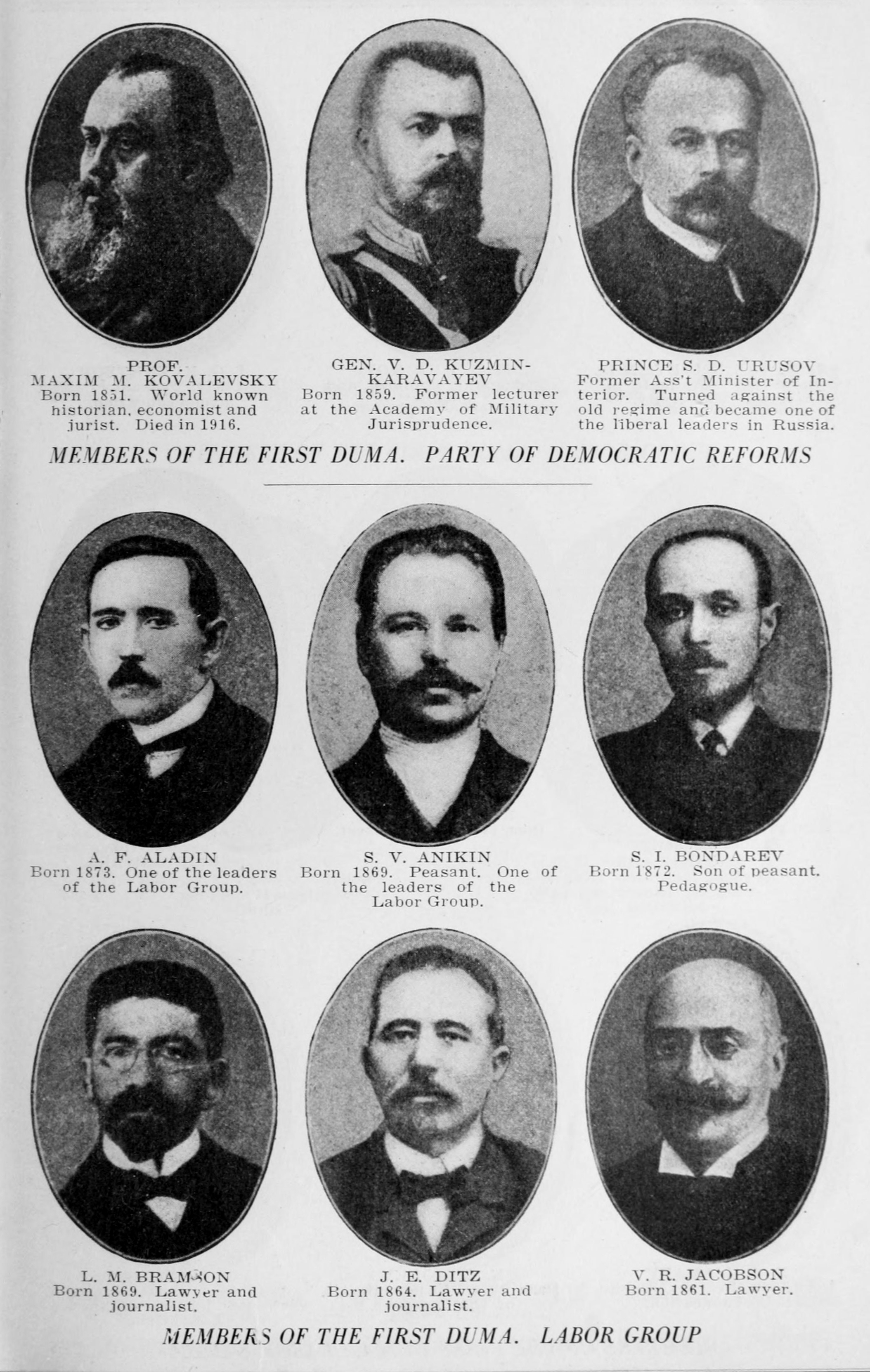
Parti de la réforme démocratique/Parti du travail.
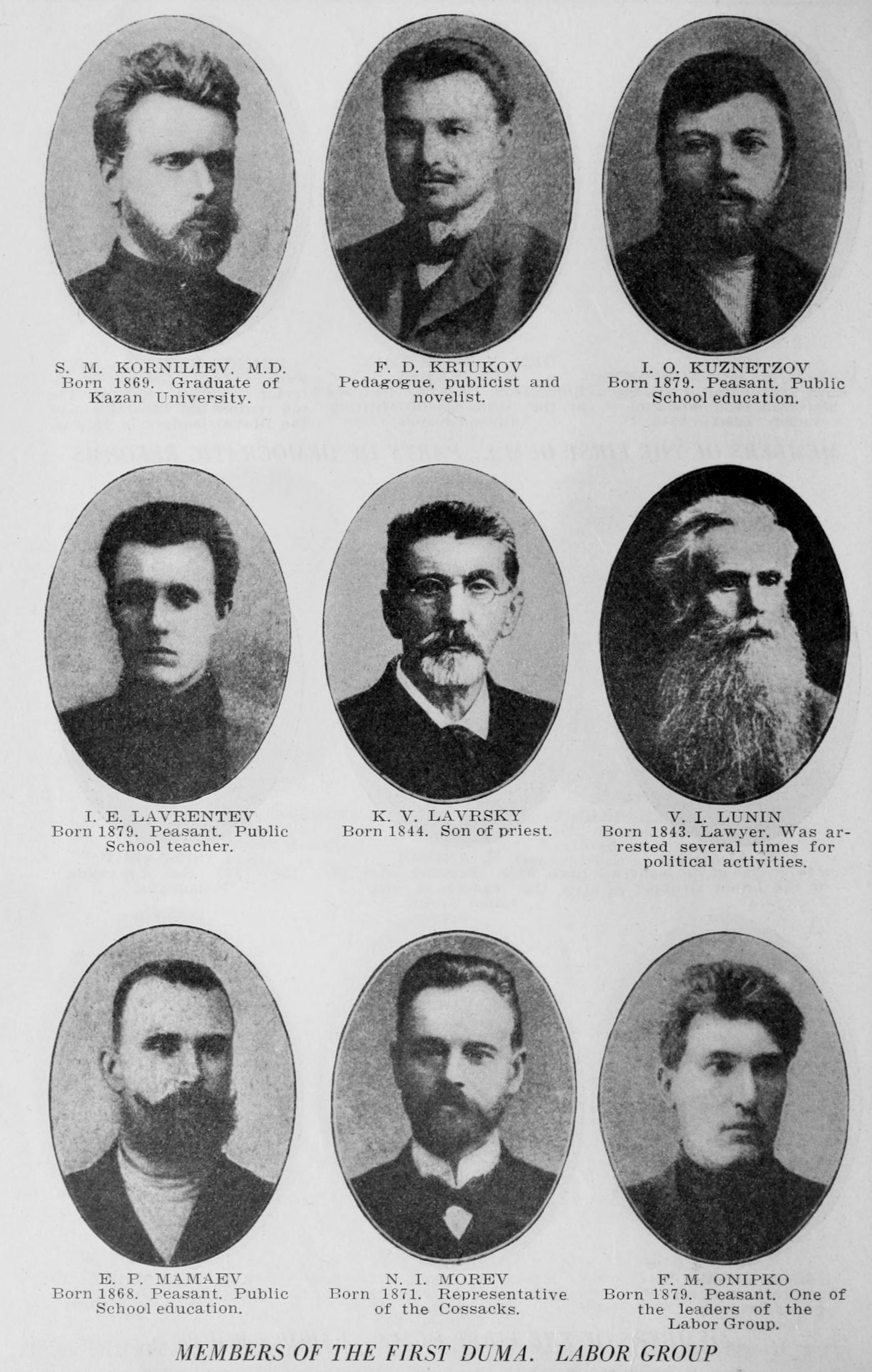
Parti du travail.
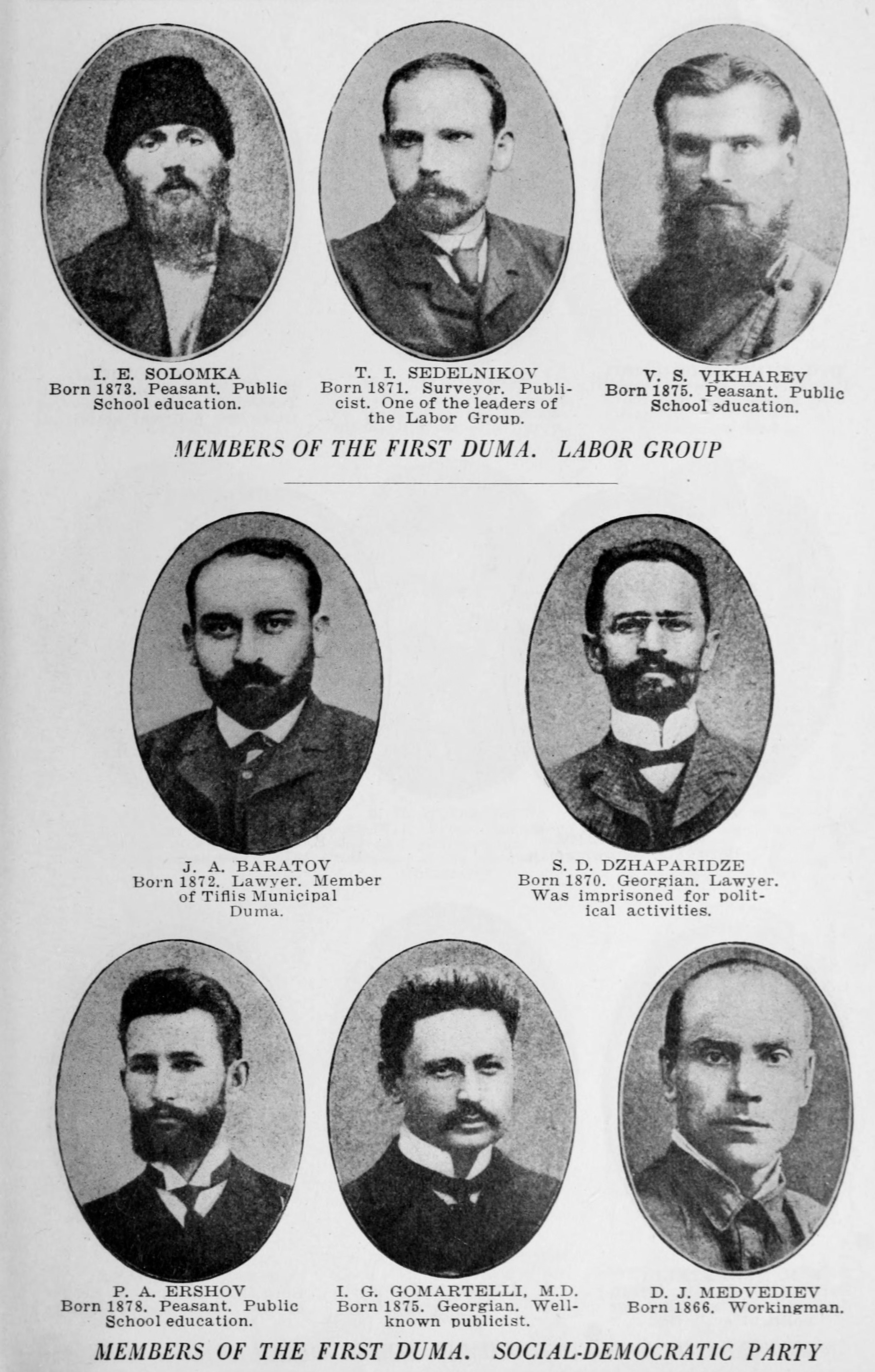
Parti du travail/Sociaux-démocrates.
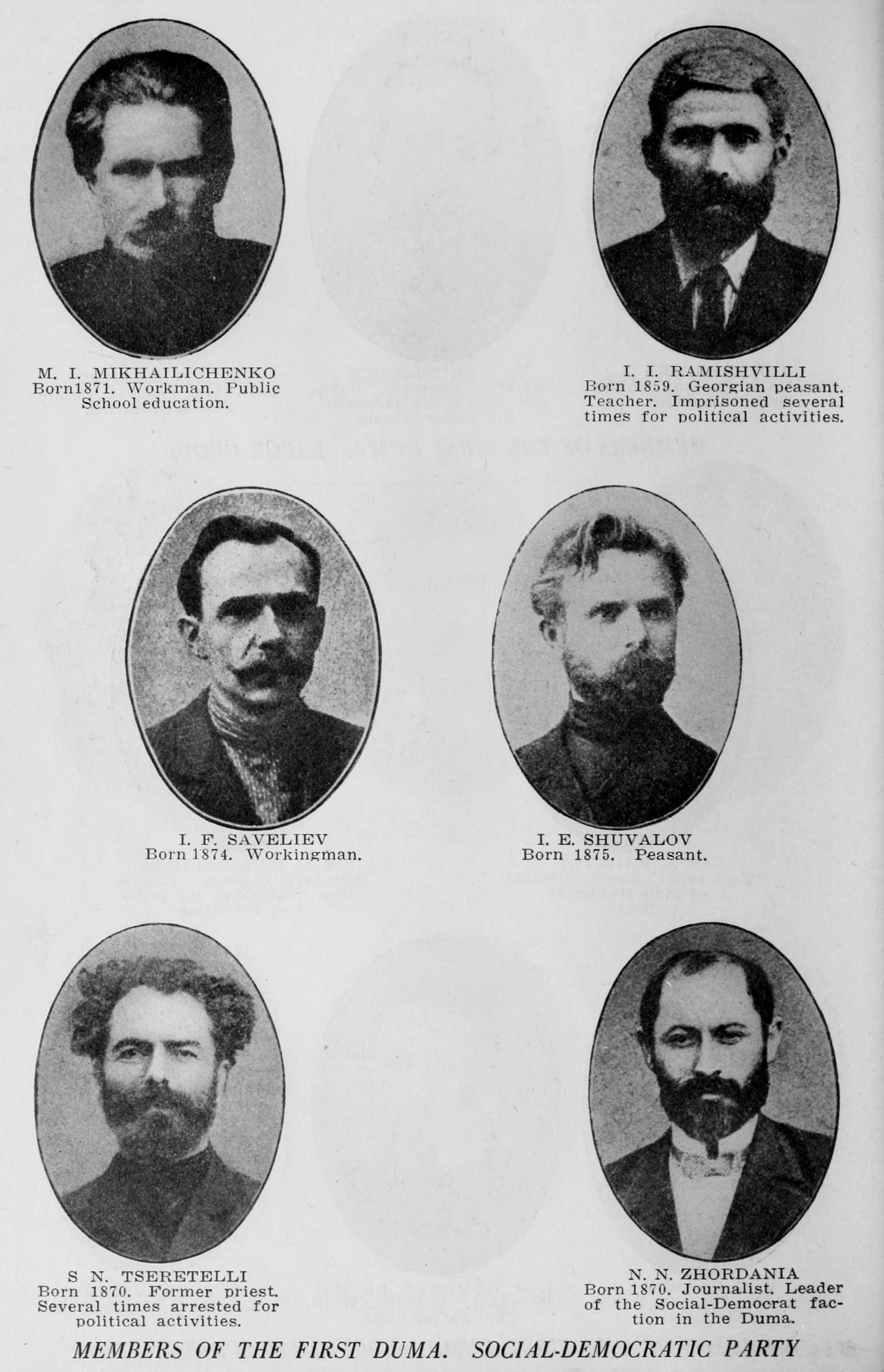
Sociaux-démocrates.